# Enciclopedia della canzone napoletana
L'Enciclopedia della canzone napoletana, rédigée par Ettore De Mura entre 1968 et 1969, représente l'une des œuvres littéraires majeures du XXe siècle sur le thème de la chanson napolitaine de 1200 à 1968. L'œuvre en trois volumes, contenant mille neuf cent vingt-cinq artistes classés par ordre alphabétique, constitue une référence dans de nombreux livres consacrés à la chanson napolitaine et aux personnages qui y sont liés.